# Giorgio Federico Ghedini
Giorgio Federico Ghedini (Cuneo, 11 de julio de 1892 - Nervi, 25 de marzo de 1965) fue un compositor italiano clásico.

## Biografía
Giorgio Federico Ghedini nació en Cuneo en 1892. Después de haber estudiado órgano y piano en 1905 se trasladó a Turín y estudió en el Conservatorio de Turín durante tres años violonchelo y armonía, diplomándose en composición musical con Marco Enrico Rossi en el Liceo de Bolonia en 1911. Intentó una carrera como director desde 1909 hasta 1920, pero finalmente se dedicó a la enseñanza. Enseñó en Turín, entre 1918 y 1937, luego en Parma hasta 1941 y terminó en el Conservatorio de Milán, donde fue su director de 1951 a 1962. Apasionado por la música antigua, reelaboró obras de numerosos autores del renacimiento y del barroco como Claudio Monteverdi, Girolamo Frescobaldi, Andrea y Giovanni Gabrieli. La música del pasado le inspiró para sus propias composiciones, intentando combinar dichos estilos con el lenguaje musical del siglo XIX. Murió en Nervi .
En Italia es considerado un compositor muy significativo, si bien no goza de fama debido a que su música es difícil de encasillar estilísticamente. Comenzó influido por Maurice Ravel y por su compatriota Ildebrando Pizzetti. Luego entró en un período neobarroco, muy al estilo de Ígor Stravinski, pero más unido a los antiguos maestros italianos. Luego viró hacia un frío misticismo en los años 40, y pronto jugó con el serialismo, si bien nunca adoptó del todo sus técnicas. En sus obras se mezclan toda esta multitud de estilos, a veces en detrimento de la unidad de estilo de la composición. Estaba particularmente interesado en las "paredes de sonidos".

## Catálogo de obras
| Año     | Obra | Tipo de obra                 | Duración |
| ------- | --- | ---------------------------- | -------- |
| -       | Umoresca, para órgano. | Música solista (órgano)      | -        |
| -       | Madrigale, para órgano. | Música solista (órgano)      | -        |
| -       | Perché il giorno è finit [texto de R. Tagore]. |                              | -        |
| -       | Entrata, para órgano. | Música solista (órgano)      | -        |
| -       | Concerto per violoncello, archi, timpani e piatti (Invenzione). | Música orquestal (concierto) | -        |
| 1905    | Ave Maria, para canto y piano (Texto de G.G. Alliora). | Música vocal (piano)         | 03:20    |
| 1909/10 | 29 Canoni, para piano. | Música solista (piano)       | 26:10    |
| 1910    | Quinteto nº 1, para flauta, oboe, clarinete, corno y fagot. | Música instrumental          | -        |
| 1915    | Due intermezzi, para violín, violonchelo y piano. | Música instrumental (trío)   | -        |
| 1915    | Gringoire (G. M. Gatti, según Théo de Barville), ópera. (no representada) | Música escénica (ópera)      | -        |
| 1917    | Quinteto con piano. | Música instrumental          | -        |
| 1918/22 | Due sonatas, para violín y piano. | Música instrumental (dúo)    | -        |
| 1919    | Tre liriche di Tagore. | Música vocal                 | -        |
| 1921    | Il pianto della Madonna presso la Croce (Lauda spirituale), para soprano, barítono y piano. (Testo di J. da Todi). | Música vocal (piano)         | 19:15    |
| 1921    | II pianto della Madonna, para solistas, coro y orquesta (textos de Jacopone da Todi). | Música coral (orquesta)      | 20:00    |
| 1921    | L'intrusa (R. Giani), ópera. (no representada) | Música escénica (ópera)      | -        |
| 1921    | Doppio quintetto, para quinteto de viento y arpa, piano, cuarteto de cuerda y contrabajo. | Música instrumental          | -        |
| 1922    | Puerilia. 4 Piccoli Pezzi Sulle 5 Note, para piano. | Música solista (piano)       | -        |
| 1922    | Ouverture Dramatica, para orquesta. | Música orquestal             | -        |
| 1922    | Sonata para violín y piano, mi b magg. | Música instrumental (dúo)    | -        |
| 1922    | Sonata pastorale, para piano. | Música solista (piano)       | -        |
| 1923    | Elegia, para violonchelo y piano. | Música instrumental (dúo)    | -        |
| 1923    | Ecco el re forte. Cantata para voces solistas, doble coro y orquesta. | Música vocal (orquesta)      | -        |
| 1924    | Sonata-fantasia, para violonchelo y piano. | Música instrumental (dúo)    | -        |
| 1925    | Aggio saputo ca te ne vuo' ire. |                              | -        |
| 1925    | Quattro Canti su antichi testi napoletani [I. Auciello che ne viene da Caserta..., II. Arbero peccerillo..., III. La tortora ch'… perza la cumpagna..., IV. Ci aggiu tutta 'sta notte cammenato...], para voz y piano. | Música vocal (piano)         | 11:00    |
| 1926    | Dì Maria Dolce (Testo di G. Dominici), para voz y piano. | Música vocal (piano)         | 07:30    |
| 1926    | Partita, para orquesta. | Música orquestal             | -        |
| 1926    | Canti greci. |                              | -        |
| 1926    | La Quiete Della Notte (Da Alcmane, griego trad. Mazzoni), para voz grave y piano. | Música vocal (piano)         | -        |
| 1926    | Pastorale elegiaco, para piano (orcquestada). | Música solista (piano)       | -        |
| 1926    | Litanie della Vergine, para soprano y coro y orquesta. | Música vocal (orquesta)      | -        |
| 1927    | Canto d'amore, para voz y piano (textos de Jacopone da Todi) (orquestado en 1932). | Música vocal (piano)         | -        |
| 1927    | Cuarteto de cuerda in sol (inacabado). | Música de cámara (cuarteto)  | -        |
| 1927    | Cuarteto de cuerda nº 1. | Música de cámara (cuarteto)  | -        |
| 1927    | Dimmi, dolce Maria... (Testo attr. a Clemente Pandolfini) (Lauda spirituale), para canto y piano. | Música vocal (piano)         | 06:15    |
| 1926/27 | Diletto e Spavento Del Mare (textos griegos trad. G. Mazzoni), para voz aguda y piano. | Música vocal (piano)         | -        |
| 1927/29 | Concerto grosso, para 5 instrumentos de viento y cuerda. | Música orquestal (concierto) | -        |
| 1929    | La Messa del Venerdi Santo, solistas, coro y orquesta. | Música coral (orquesta)      | -        |
| 1930    | Tre sets of 3 responsorii, para cuatro voces. | Música vocal (capella)       | -        |
| 1930    | Missa, para voces masculinas y órgano. | Música vocal (órgano)        | -        |
| 1930    | Due lettere, para voz y cuerdas. | Música vocal (instrumentos)  | -        |
| 1930    | Velum templi: responsorio a quattro. |                              | -        |
| 1930    | Quattro duetti su testi sacri [ I. Vox dilecti mei, II. Florete flores quasi lilium, III. Quae est ista, IV. Assumpta est Maria in coelum], para 2 voces y piano.                                                      | Música vocal (piano)         | 13:00    |
| 1930    | Responsori, para coro a cappella. | Música coral (capella)       | -        |
| 1931    | Pezzo concertante, para 2 violines y viola obligados y orquesta. | Música orquestal             | -        |
| 1932    | Missa monodica in honorem Sancti Gregorii Magni, para coro con órgano o harmonium ad libitum. | Música coral (órgano)        | -        |
| 1932    | Cantico del sole, para voz y cuerda (textos de san Francisco de Asís). | Música vocal (instrumentos)  |          |
| 1933    | Marinaresca e Baccanale, para orquesta. | Música orquestal             | -        |
| 1933    | Antigone (G. Debenedetti). Cantata sinfónica para voces solistas y orquesta. | Música vocal (orquesta)      | -        |
| 1934    | Tre canti di Shelley [I. Pellegrini del mondo..., II. Vento rude..., III. Mentre azzurri splendono i cieli... ], para voz y piano.                                                                                     | Música vocal (piano)         | 09:00    |
| 1933    | Oggi è nato un bel bambino, para 3 voces femeninas y violonchelo. | Música vocal (instrumental)  | -        |
| 1934    | Capriccio, para piano. | Música solista (piano)       | -        |
| 1935    | Quattro Liriche sul Canzoniere del Boiardo [1 Candida mia colomba. II. Canta uno augello in voce s suave... III. Datime a piena mano e rose e zigli... IV. Tu te ne vai], para voz y piano. | Música vocal (piano)         | 12:00    |
| 1935    | Quattro Strambotti di Giustiniani [I. Se li arbori sapesser favellare, II. Sia benedetto il giorno che nascesti, III. Io mi viveva senza nullo amore, IV. E vengo te a veder], para voz y piano.                       | Música vocal (piano)         | 10:00    |
| 1935    | Sì come canta..., para voz y piano. | Música vocal (piano)         | 04:00    |
| 1935    | Sinfonía . | Música orquestal             | -        |
| 1935    | Litanie gaudiose (O. Castellino), para voces, oboe y cuerdas (rev. 1935). | Música vocal (orquesta)      | -        |
| 1936    | Maria d'Alessandria (C. Meano) (Bérgamo, Novità, 9 Sept 1937), ópera. | Música escénica (ópera)      | -        |
| 1936    | Adagio e allegro da concerto, para flauta, clarinete, hn, arpa y trío de cuerdas. | Música instrumental          | -        |
| 1937/38 | Re Hassan (T. Pinelli) (Venecia, Fenice, 26 de enero de 1939) (rev., Naples, S. Carlo, 20 de mayo de 1961), ópera. | Música escénica (ópera)      | -        |
| 1937/38 | Capitolo XII dell'Apocalisse, para voz y orquesta de cámara. | Música vocal (orquesta)      | -        |
| 1938    | Música para la obra teatral Ifigenia in Tauride (Euripides) (Sabratha, Tripolis, 1938). | Música escénica (teatro)     | -        |
| 1938    | Lectio libri Sapientiae. Cantata para voces, trompeta, piano y cuerdas. | Música vocal (orquesta)      | -        |
| 1939    | La pulce d'oro (T. Pinelli) (Génova, Carlo Felice, 15 Feb 1940), ópera. | Música escénica (ópera)      | -        |
| 1939    | Cuarteto de cuerda nº 3. | Música de cámara (cuarteto)  | -        |
| 1939    | Intermezzo sinfónico [de la ópera, Maria d’Alessandria], para orquesta . | Música orquestal             | -        |
| 1940    | Architetture. Concierto para orquesta. | Música orquestal (concierto) | -        |
| 1940    | Divertimento contrappuntistico, para piano y/o clavicembalo. | Música solista (piano)       | -        |
| 1940-41 | Invenzioni, para violonchelo, timpani, cymbales y cuerdas. | Música orquestal             | -        |
| 1941    | In gravi annelli, Il prato dorme (E. Schiavi). | Música vocal (orquesta)      | -        |
| 1941    | Concertato, para flauta, viola y arpa. | Música instrumental (trío)   | -        |
| 1941/44 | Le Baccanti (T. Pinelli de Euripide) (Milán, Scala, 22 de febrero de 1948), ópera. | Música escénica (ópera)      | -        |
| 1943    | Concierto spirituale De L'incarnazione del Verbo divino (Jacopone da Todi), 2 sopranos, coro y orquesta. | Música coral (orquesta)      | -        |
| 1943    | Sette Ricercari, para violín, violonchelo y piano. | Música instrumental (dúo)    | -        |
| 1943/45 | Concerto dell'Albatro (de Moby Dick de Melville), para recitador, trío con piano, flauta, piccolo, 2 trombones, timpani, percusión y cuerdas.                                                                          | Música orquestal (concierto) | -        |
| 1944    | Antifona per Luisa, coro de soprano, voces de muchachos y cuerdas. | Música vocal (orquesta)      | -        |
| 1944    | Ricercare super Sicut Cervus, para piano. | Música solista (piano)       | -        |
| 1945    | Concerto a cinque, para flauta, clarinete, oboe, fagot y piano. | Música orquestal (concierto) | -        |
| 1946    | Canoni, para violín y violonchelo. | Música instrumental (dúo)    | -        |
| 1946    | Concierto para piano y orquesta. | Música orquestal (concierto) | -        |
| 1946    | Capriccio, para violín, violonchelo y piano. | Música instrumental (trío)   | -        |
| 1947    | Concerto per violin e archi, "Il Belprato". | Música orquestal (concierto) | -        |
| 1947    | Corona di Sacre Canzoni o Laudi Spirituale, para voz, coro mixto, piano y cuerdas (sobre textos sacros 1600). | Música coral (orquesta)      | -        |
| 1947    | Concierto para 2 pianos y orquesta. | Música orquestal (concierto) | -        |
| 1947/48 | Música notturna, para orquesta de cámara. | Música orquestal             | -        |
| 1948    | Concerto fúnebre Per Duccio Galimberti (Misa de requiem, Biblía: Ezequiel), para tenor, barítono, trompeta, cuerdas y timbales.                                                                                        | Música vocal (instrumentos)  | -        |
| 1948    | Concentus, para cuarteto de cuerda. | Música de cámara (cuarteto)  | -        |
| 1949    | Canzoni per Orchestra. | Música orquestal             | -        |
| 1949    | Billy Bud (Salvatore Quasimodo, según Melville) (Venecia, Fenice, 8 Sept 1949), ópera. | Música escénica (ópera)      | -        |
| 1949    | Música para la obra teatral Medea (Euripides) (Roma, 1949). | Música escénica (teatro)     | -        |
| 1950    | Música para la obra teatral I persiani (Esquilo) (Siracusa, 1950). | Música escénica (teatro)     | -        |
| 1950    | Concerto 'Il rosero', para 2 sopranos, mezzo, voces femeninas, arpa, piano y cuerdas. | Música vocal (orquesta)      | -        |
| 1951    | Concierto L'alderina', para flauta, violin y orquesta. | Música orquestal (concierto) | -        |
| 1951    | Concierto per orchestra e 2 violoncellos concertantes, 'L'olmeneta'. | Música orquestal (concierto) | -        |
| 1952    | Cinque canzoni, para voces de niños con acompañamiento opcional. | Música vocal                 | -        |
| 1952/56 | Lord Inferno (F. Antonicelli, según M. Beerbohm: The Happy Hypocrite), ópera radiofónica (RAI, 22 Oct 1952) (Revisada como L'ipocrita felice, Milan, Piccola Scala, 10 de marzo de 1956), ópera.                       | Música escénica (ópera)      | -        |
| 1953    | Música da concerto, para viola y cuerda. | Música orquestal (concierto) | 19:30    |
| 1954    | Concentus Basiliensis, para violín y orquesta de cámara. | Música orquestal             | -        |
| 1955    | Girotondo, acción mímica para niños (Venecia, Teatro La Fenice 1959). | Música escénica (ballet)     | 11:00    |
| 1955    | Fu Primavera Allora..., pequeña cantata para voces y piano. (Virgilio, trad. Quasimodo). | Música vocal (piano)         | -        |
| 1956    | Vagammo per una foresta di pini (P.B. Shelley), para voz y piano. | Música vocal (piano)         | 04:00    |
| 1956    | L'Ipocrita Felice, opera. | Música escénica (ópera)      | -        |
| 1957    | Vocalizzo da concerto, para barítono/violonchelo y orquesta/piano. | Música vocal (orquesta)      | -        |
| 1958    | Sonata da concerto, para flauta, cuerda y percusi¢n. | Música instrumental          | -        |
| 1958    | Fantasía, para piano y cuerda. | Música instrumental          | -        |
| 1959    | Studio da concerto, para guitarra. | Música solista (guitarra)    | -        |
| 1959    | Cuarteto de cuerda nº 2. | Música de cámara (cuarteto)  | -        |
| 1960    | Lectio Jeremiae prophetae, para soprano, coro y orquesta. | Música vocal (orquesta)      | -        |
| 1961    | La via della croce (Venice, Scuola Grande di S. Rocco), opera. | Música escénica (ópera)      | -        |
| 1961/62 | Studi per un affresco di battaglia, para orquesta (rev. 1964). | Música orquestal             | -        |
| 1961/62 | Appunti per un Credo, para orquesta. | Música orquestal             | -        |
| 1961/62 | Credo di Perugia, para coro y orquesta (a partir de Apuntes para un credo). | Música coral (orquesta)      | -        |
| 1962    | Tre pezzi per flauto. | Música solista (flauta)      | -        |
| 1962    | Musica concertante, para violonchelo y cuerdas. | Música orquestal             | -        |
| 1962    | Contrappunti, para trío de cuerdas y orquesta. | Música orquestal             | -        |
| 1963    | Ouverture pour un concert. | Música orquestal             | -        |
| 1963    | Tre liriche (R. Bacchelli). | Música vocal (orquesta)      | -        |
| 1964    | Musiche per tre strumenti, para flauta, violonchelo y piano. | Música instrumental (trío)   | -        |
| 1965    | Sinfonía (inacabada, reconstruida por G. Salvetti). | Música orquestal             | -        |
| 1931    | Orquestación de 4 pezzi (Gerolamo Frescobaldi) . | Arreglos y ediciones         | -        |
| 1945    | Arreglo de Corona di sacre canzoni, S, chorus ad lib, str, pf, 1945 [free arr. of various laudi spirituali] . | Arreglos y ediciones         | -        |
| 1946    | Orquestación de la Ofrenda musical (J.S. Bach). | Arreglos y ediciones         | -        |
| 1943-53 | Ediciones de obras de A. Gabrieli, G. Gabrieli, Monteverdi, Schütz. | Arreglos y ediciones         | -        |